# پالم اسپرینگز (فیلم)
پالم اسپرینگز (انگلیسی: Palm Springs) یک فیلم است که در سال ۱۹۳۶ منتشر شد. از بازیگران آن می‌توان به فرانسیس لنگفورد اشاره کرد.